# Ludwig Dmitrijewitsch Faddejew

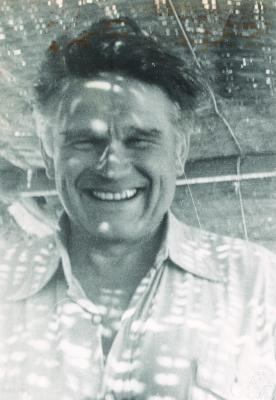
Ludwig Faddejew auf Kreta, 1983

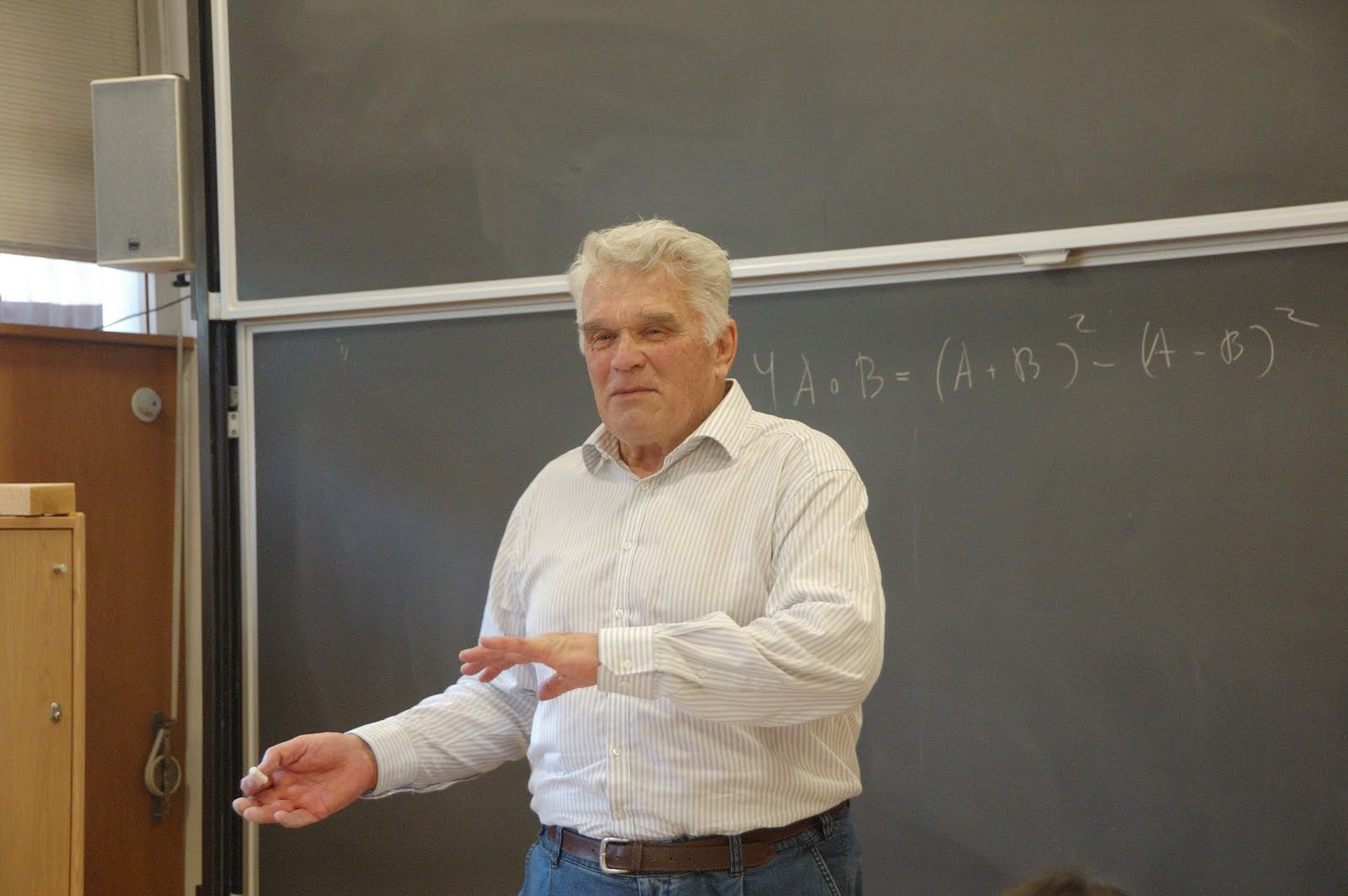
Faddejew bei einem Vortrag in Aarhus 2010

Ludwig Dmitrijewitsch Faddejew (russisch Людвиг Дмитриевич Фаддеев, nach englischer Schreibweise Ludvig Faddeev zitiert; * 23. März 1934 in Leningrad; † 26. Februar 2017 ebenda) war ein führender sowjetischer bzw. russischer theoretischer Physiker und Mathematiker.

## Biographie
Faddejews Vater Dmitri Faddejew (1907–1989) war Mathematikprofessor in Leningrad, korrespondierendes Mitglied der Akademie der Wissenschaften der UdSSR und bekannter Algebraiker, seine Mutter Wera Faddejewa war ebenfalls eine bekannte Mathematikerin. Faddejew studierte ab 1951 an der Universität Leningrad bei Olga Ladyschenskaja (bekannt für ihre Arbeiten zu partiellen Differentialgleichungen der Hydrodynamik) und dem Physiker Wladimir Fock. 1956 graduierte er, nach der Promotion 1959 arbeitete er am Steklow-Institut in Leningrad, wo er 1969 Professor wurde, 1976 bis 1987 Vizedirektor und danach Direktor war. Außerdem war er lange Direktor des dortigen 1988 gegründeten Internationalen Mathematischen Euler-Instituts.
Faddejew ist vor allem bekannt für die Einführung (mit seinem Kollegen Wiktor Nikolajewitsch Popow) von Faddejew-Popow-Geistern zur Behandlung der Eichfreiheitsgrade in Yang-Mills-Theorien (nicht-abelschen Eichtheorien). In den 1960er Jahren führte er die Faddejew-Gleichungen zur exakten Behandlung des Dreikörperproblems in der Quantenmechanik ein. Ab den 1970er Jahren beschäftigte er sich vor allem mit exakt lösbaren („integrablen“) Modellen der mathematischen Physik (Stichworte sind hier Yang-Baxter-Relationen und der Bethe-Ansatz), hinter denen vielfach die Struktur von Quantengruppen steckt. An der Aufklärung dieser Verbindungen war er wesentlich beteiligt. 1975 entwickelte er ein Verfahren zur Quantisierung von Solitonen. Er beschäftigte sich auch mit der mathematischen Behandlung des Infrarotproblems in der Quantenelektrodynamik und mit der Theorie magnetisch eingeschlossener Plasmen.
1962 war er Invited Speaker auf dem ICM in Stockholm (Construction of the resolvent of the energy operator for a three particle system and the scattering problem), 1970 in Nizza (Symplectic structure and quantization of the Einstein gravitation theory) und 1978 auf dem ICM in Helsinki (Quantum theory of solitons). 2002 hielt er einen Plenarvortrag auf dem Internationalen Mathematikerkongress in Peking (Knotted Solitons).
Faddejew besuchte 1973 zum ersten Mal die Theorieabteilung am CERN und machte mehrere weitere Besuche.
Zu seinen Doktoranden gehören Pjotr Petrowitsch Kulisch, Alexander Rudolfowitsch Its, Nikolai Reschetichin, Wladimir Korepin, Wladimir Buslajew, Leon Tachtadschjan, Alexei Wenkow und Samson Shatashvili.

## Preise und Auszeichnungen (Auswahl)
- 1971: Staatspreis der UdSSR
- 1975: Dannie-Heineman-Preis für mathematische Physik
- 1990: Dirac-Medaille (ICTP)
- 1994: Orden der Völkerfreundschaft
- 1995: Staatspreis der Russischen Föderation in Wissenschaft und Technologie
- 1996: Max-Planck-Medaille
- 1999: Verdienstorden für das Vaterland 4. Klasse
- 2002: Demidow-Preis
- 2002: Pomerantschuk-Preis
- 2002: Leonhard-Euler-Goldmedaille
- 2004: Staatspreis der Russischen Föderation in Wissenschaft und Technologie
- 2004: Verdienstorden für das Vaterland 3. Klasse
- 2006: Henri-Poincaré-Preis
- 2008: Shaw Preis (gemeinsam mit Vladimir Arnold)
- 2013: Lomonossow-Goldmedaille
- Lenin-Orden
- Orden des Roten Banners der Arbeit

## Mitgliedschaften (Auswahl)
- 1976: Aufnahme in die Russische Akademie der Wissenschaften (seit 1988 im Präsidium)
- 1979: Aufnahme in die American Academy of Arts and Sciences
- 1983–1986 war er mit Jean-Pierre Serre Vizepräsident der Internationalen Mathematischen Union
- 1987–1990: Präsident der Internationalen Mathematischen Union
- 1989: Aufnahme in die Academia Europaea[6]
- Royal Society
- National Academy of Sciences der Vereinigten Staaten
- Französische Akademie der Wissenschaften
- Finnische Akademie der Wissenschaften
- Österreichische Akademie der Wissenschaften
- Schwedische Akademie der Wissenschaften
- Polnische Akademie der Wissenschaften
- 2010: Ehrenbürger der Stadt St. Petersburg

## Schriften
- mit Popov Feynman diagrams for the Yang-Mills field, Physics Letters B, Bd. 25, 1967, S. 29 (Faddeev-Popov-Geister)
- Mathematical aspects of the three body problem in quantum scattering theory, Steklow-Institut 1965 (Faddeev-Gleichungen)
- mit Kulisch Asymptotic conditions and infrared divergences in quantum electrodynamics, Theoretical and mathematical physics Bd. 4, 1970, S. 745.
- 40 years in mathematical physics, World Scientific 1995 (Aufsatzsammlung mit Kommentar)
- 50 years of mathematical physics (Hrsg.  Mo-Lin Ge, Antti Niemi), World Scientific 2016 (weitere Aufsatzsammlung ohne Überschneidung mit der von 1995)
- mit Merkurjew Quantum scattering theory of several particle systems, Kluwer 1993
- mit Andrei Slavnov Gauge fields – introduction to quantum theory, 2. Auflage, Addison-Wesley, 1991 (russisch zuerst 1978, englisch zuerst Gauge theories 1980, Benjamin-Cummings)
- mit Takhtajan Hamiltonian methods in the theory of solitons, Springer 1987
- mit Korepin Quantum theory of solitons, Physics Reports, Band 42, 1978, S. 1–87
- Functional methods, in Balian, Zinn-Justin (Hrsg.) Les Houches Lectures 1975
- mit O. A. Yakubovskii Lectures on quantum mechanics for mathematics students, American Mathematical Society 2009
- How I came to work with Victor Popov, Journal Mathematical Sciences, Bd. 88, 1998, Nr. 2 (russisches Original als Nachruf auf Popov 1995, Entstehung von Faddeevs berühmtester Arbeit).
- What mathematical physics is supposed to be, in Bolibruch, Osipov, Sinai (Herausgeber) Mathematical Events of the Twentieth Century, Springer 2006, S. 75
- Ludwig Faddeev: Modern Mathematical Physics: what it should be? 8. Februar 2000, arxiv:math-ph/0002018v2.
- Ludwig Faddeev: How Algebraic Bethe Ansatz works for integrable model. 26. Mai 1996, arxiv:hep-th/9605187.